# Dun-les-Places
Dun-les-Places este o comună în departamentul Nièvre din centrul Franței. În 2009 avea o populație de 355 de locuitori.

## Evoluția populației
| An        | 1975 | 1982 | 1990 | 1999 | 2006 | 2009 |
| --------- | ---- | ---- | ---- | ---- | ---- | ---- |
| Populație | 551  | 528  | 471  | 417  | 353  | 355  |